# (163249) 2002 GT
(163249) 2002 GTとは、アポロ群に属する地球近傍小惑星の1つである。

## 概要
2002 GTは、2002年4月3日にスペースウォッチによって発見された小惑星である。近日点距離は地球軌道の内側、遠日点距離は火星軌道の外側という楕円軌道を、1.56年の周期で公転している。軌道傾斜角は7.0度であり、頻繁に地球や火星に接近する。また、地球軌道との最小交差距離(EMoid)が231万kmしかなく、直径も絶対等級の18.263等級と、アルベドを0.13と仮定し計算すると約820mとなるため、潜在的に危険な小惑星(PHA)にも分類されている。

## 惑星との接近
2002 GTは、発見年の2002年には、10月30日に地球から1462万km(0.09775AU)の距離まで接近した。しかし、実は発見前の1988年10月14日には687万km(0.04593AU)まで接近していた。次回この程度まで接近するのは、2041年10月7日に1116万km(0.07458AU)、2055年10月25日に503万km(0.03360AU)まで接近する。ちなみに火星には、前回は1980年5月29日に859万km(0.05745AU)まで接近したが、次回この程度まで接近するのは、2108年4月22日の1108万km(0.07404AU)である。

## 探査機による探査
2012年10月4日、アメリカ航空宇宙局(NASA)は、2002 GTの探査のため、既に当初の目的を達成している彗星探査機のエポキシ（旧称ディープ・インパクト）の軌道修正のため、飛行速度を秒速2m加速したと発表した。順調に行けば、2020年1月4日に約200kmまで接近し、相対速度は秒速7kmとなる。これは、2010年11月4日に探査したハートレー第2彗星の、接近距離700km、相対速度秒速12kmより接近観測の条件が良いことが期待された。
ハートレー第2彗星を探査した時点で、エポキシにはほとんど燃料が残っておらず、このような延長ミッションは当初想定されていなかったが、軌道の計算によって2002 GTが目標に挙がった。もし探査に成功すれば、はやぶさ (探査機)が調査したイトカワ(平均直径330m)と、自身が探査したハートレー第2彗星の核 (同1140m) の間の大きさであり、探査機が接近探査した2番目に小さな天体となるはずだった。また、NASAはオシリス・レックスで同じく地球近傍小惑星でC型小惑星のベンヌを探査する予定であり、2つの小惑星の接近観測によるデータの比較も検討されていた。
しかしエポキシ探査機は2013年8月8日を最後に通信が途絶。復旧が試みられたが、同年9月20日には運用終了が発表され、2002 GTの探査は叶わなかった。